# Minas megye (Córdoba)
Minas egy megye Argentínában, Córdoba tartományban. A megye székhelye San Carlos Minas.

## Települések
Önkormányzatok és települések (Municipios y comunas)
- Ciénaga del Coro
- El Chacho
- Estancia de Guadalupe
- Guasapampa
- La Playa
- San Carlos Minas
- Talaini
- Tosno